# Hailemariam Desalegn
Hailemariam Desalegn Boshe (amárico:  ኃይለማሪያም ደሳለኝ; Boloso Sore, 19 de julho de 1965) é um político etíope que serviu como primeiro-ministro da Etiópia desde a morte de Meles Zenawi em agosto de 2012 até fevereiro de 2018, quando renunciou ao cargo.